# マスメディアの戦争責任
マスメディアの戦争責任（マスメディアのせんそうせきにん）とは、マスメディアが国民に事実を報道することを怠ったり、対外強硬論を助長する報道を行うことで、開戦に至ったり戦争の長期化を招くことに対する責任論である。

## 日本

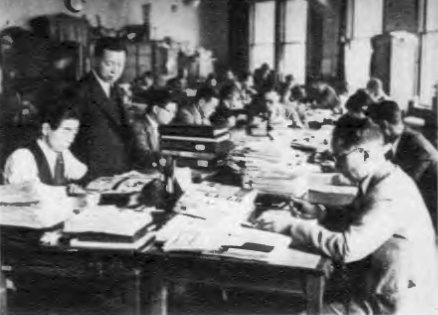
警視庁検閲課による検閲の様子（1938年（昭和13年））

### 言論統制と自発的な協力
戦前の日本では1909年（明治42年）5月6日に公布された新聞紙法によって新聞は検閲の対象となっており、軍や政府は記事差止命令や写真の不掲載といった措置を取ることができ、反体制派の宮武外骨などは度々処分を受けていた（ただし第二次大戦期ほど激しくはなかった）。
 1930年（ 昭和5年）のロンドン軍縮会議の時点では新聞による軍部批判は行われていたが、1931年（昭和6年）の満州事変以後、軍の政治に対する発言力が増大すると、正面から政府や軍を批判する記事の掲載が困難となっていったほか、国民の戦争への熱狂から新聞の売れ行きも増加。各社は政府の外交政策を「弱腰」「軟弱外交」という形で糾弾し、対外強硬論を煽るなど軍部支持を鮮明とした。大阪朝日新聞は最後まで抵抗したが、右翼による大阪朝日襲撃説が広まり屈した。 
とりわけ、1937年（昭和12年）からの日中戦争の勃発とそれに続く1938年（昭和13年）の国家総動員法の制定はそれを決定づけることになった。この点は当時唯一の放送機関であった日本放送協会においても変わるところはなかった。
また国民の間でも統制意識が高まり、エロやクラシック音楽の排撃を主張する投書が多く寄せられた。娯楽統制は軍部よりも民間の「投書階級」の影響力が大きかったことが指摘される。

### 戦争の長期化
主力空母4隻とその艦載機を失ったミッドウエーの大敗を転機として、軍令部は参謀本部や東條英機総理兼陸相に対してさえ大敗の事実を隠蔽するようになっていった。
言論統制の結果もあるが、日本のラジオ・新聞などは大本営発表を検証しないままに過大な偏向報道をし、国民の多くは国際情勢ならびに戦況の実態を知らされず、戦争が長期化する大きな要因となった。
戦争が長期化すると、政府や軍の強硬派に迎合する形で戦争の完遂や国策への協力を強く訴える記事が多く掲載された。これには情報局の指導もあった（情報局#統制下の芸術家やマスコミ参照）。

### 公募戦時歌謡
戦争を推奨した新聞社の公募歌の一部
- 肉弾三勇士の歌（朝日新聞）
- アッツ島血戦勇士顕彰国民歌（朝日新聞）
- みんな兵士だ弾丸だ（毎日新聞）
- 爆弾三勇士の歌（毎日新聞）
- 大東亜決戦の歌（毎日新聞）
- 空襲なんぞ恐るべき（毎日新聞）
- 空の勇士（読売新聞）
- そうだその意気（読売新聞）

## アメリカ合衆国
1898年の米西戦争では、読者数の拡大を目指す新聞がセンセーショナルな報道を行い、アメリカ合衆国の介入を煽った。
イラク戦争に関して、イラク共和国国内に大量破壊兵器が結果として存在しなかったが、多くのマスメディアは「大量破壊兵器の除去」という開戦理由への検証を怠った。